# الاتحاد الديمقراطي السنغالي - المجدد
الاتحاد الديمقراطي السنغالي - المجدد (بالفرنسية: Union Démocratique Sénégalais-Rénovation) هو حزب سياسي في السنغال، أسس في 1985 مامادو فال الحزب باعتباره انشقاقًا عن الحزب الديمقراطي السنغالي.